# Kalzeubé Pahimi Deubet

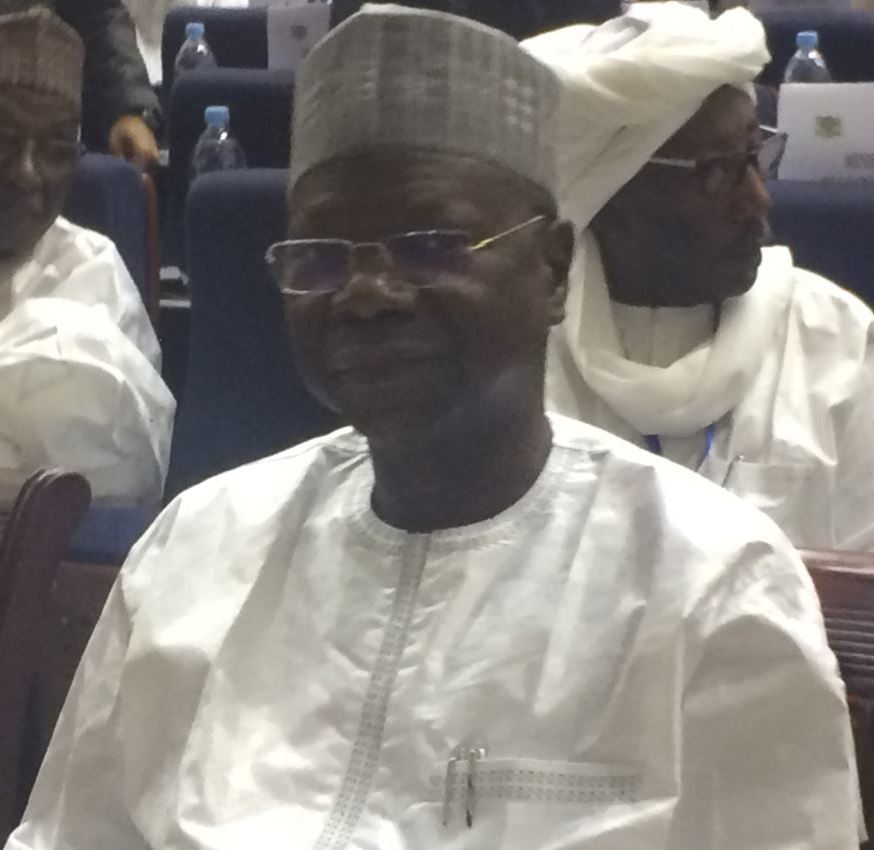
Kalzeubé Pahimi Deubet (2018)

Kalzeubé Pahimi Deubet (* 1. Januar 1957) ist ein tschadischer Politiker. Von November 2013 bis Februar 2016 war er als Nachfolger von Djimrangar Dadnadji Premierminister des zentralafrikanischen Binnenstaats Tschad. Sein Nachfolger im Amt wurde im Februar 2016 Albert Pahimi Padacké.